# Satyrus mohsenii
Satyrus mohsenii är en fjärilsart som beskrevs av Colin W. Wyatt och Keiichi Omoto 1966. Satyrus mohsenii ingår i släktet Satyrus och familjen praktfjärilar. Inga underarter finns listade.